# Back to Basics (álbum de Luigi 21 Plus)
Back To Basics es el cuarto álbum de estudio del cantante de reguetón Luigi 21 Plus, el cual fue publicado el 5 de agosto de 2016 bajo su propio sello Bokisucio Music. Cuenta con las colaboraciones de Ozuna, Ñengo Flow, Farruko, incluso la del futbolista colombiano JF Quintero.
El nombre del álbum hace referencia a volver a su esencia con el que se hizo conocido, todo esto luego de su anterior álbum In Business, que consistía en un álbum totalmente comercial, dejando atrás las letras explícitas en sus canciones que caracterizó sus primeras producciones de reguetón.

## Lista de canciones
- Adaptados desde TIDAL.[4]

| N.º   | Título                                 | Duración |  |
| 1.    | «Dos clases de mujeres»                | 3:25     |  |
| 2.    | «C.U.L.O.»                             | 3:38     |  |
| 3.    | «Soy y seré»                           | 3:49     |  |
| 4.    | «Los 3 HP» (con Ñengo Flow y Ñejo)     | 4:41     |  |
| 5.    | «No me digan na'» (con Jowell & Randy) | 3:54     |  |
| 6.    | «La ambidiestra»                       | 2:48     |  |
| 7.    | «Tu gato favorito» (con Farruko)       | 3:20     |  |
| 8.    | «Te toco partir» (con De La Ghetto)    | 2:52     |  |
| 9.    | «Ella me ama»                          | 3:30     |  |
| 10.   | «Tanto tiempo» (con Arcángel)          | 3:32     |  |
| 11.   | «Mala y descarada» (con Pusho)         | 3:44     |  |
| 12.   | «Más cerquita»                         | 3:19     |  |
| 13.   | «Se porta mal» (con Ozuna y Yomo)      | 2:58     |  |
| 14.   | «Mi pana»                              | 4:09     |  |
| 15.   | «No te enamores» (con JF Quintero)     | 3:15     |  |
| 52:54 |                                        |          |  |